# Шеффер, Эммануэль
Эммануэль Шеффер (нем. Emmanuel Scheffer; 1 февраля 1924, Берлин, Веймарская республика — 28 декабря 2012, Рамат-ха-Шарон, Израиль) — израильский футболист и тренер немецкого происхождения.
В возрасте 26 лет эмигрировал в Израиль, где играл за «Хапоэль» из Хайфы и «Хапоэль» из Кфар-Савы.
Возглавлял сборную Израиля на Олимпиаде-1968, где Израиль дошёл до 1/4 финала, уступив команде Болгарии только по жребию.
В 1970 году впервые в истории вывел сборную на чемпионат мира.
Умер 28 декабря 2012 года в возрасте 88 лет.

## Достижения

### Игрок
- Чемпион Второго дивизиона Израиля: 1951/1952

### Тренер
- Чемпион Азии (U-19): 1964, 1965, 1966, 1967